# Superliga 2003-2004 (Slovacchia)
L'edizione 2003-04 della Corgoň Liga vide la vittoria finale del MŠK Žilina.
Capocannoniere del torneo fu Roland Števko (MFK Ružomberok), con 17 reti.

## Classifica finale
|    | Classifica         | G  | V  | N  | P  | GF | GS | Dif | Pt |
| -- | ------------------ | -- | -- | -- | -- | -- | -- | --- | -- |
| 1  | Žilina             | 36 | 17 | 13 | 6  | 62 | 35 | 27  | 64 |
| 2  | Dukla B.B.         | 36 | 17 | 13 | 6  | 58 | 36 | 22  | 64 |
| 3  | Ružomberok         | 36 | 15 | 10 | 11 | 53 | 47 | 6   | 55 |
| 4  | Spartak Trnava     | 36 | 15 | 8  | 13 | 46 | 46 | 0   | 53 |
| 5  | Laugaricio Trenčín | 36 | 13 | 9  | 14 | 37 | 43 | -6  | 48 |
| 6  | Dubnica            | 36 | 12 | 10 | 14 | 41 | 42 | -1  | 46 |
| 7  | Inter Bratislava   | 36 | 12 | 9  | 15 | 38 | 44 | -6  | 45 |
| 8  | Artmedia Petržalka | 36 | 10 | 14 | 12 | 43 | 44 | -1  | 44 |
| 9  | Púchov             | 36 | 10 | 9  | 17 | 34 | 54 | -20 | 39 |
| 10 | Slovan Bratislava  | 36 | 6  | 11 | 19 | 37 | 58 | -21 | 29 |

### Verdetti
- MŠK Žilina campione di Slovacchia 2003-04.
- Slovan Bratislava retrocesso in II. liga.

## Statistiche e record

### Classifica marcatori
| Gol |  |  | Giocatore       | Squadra            |
| --- |  |  | --------------- | ------------------ |
| 22  |  |  | Roland Števko   | Ružomberok         |
| 15  |  |  | Marek Krejčí    | Artmedia Petržalka |
| 15  |  |  | Róbert Semeník  | Dukla B.B.         |
| 13  |  |  | Juraj Dovičovič | Dubnica            |
| 11  |  |  | Marek Bažík     | Žilina             |
| 12  |  |  | Miroslav Kriss  | Spartak Trnava     |
| 10  |  |  | Vladimír Kožuch | Spartak Trnava     |
| 10  |  |  | Michal Gottwald | Žilina             |
| 10  |  |  | Dušan Sninský   | Žilina             |
| 10  |  |  | Martin Jakubko  | Dukla B.B.         |

### Record
- Maggior numero di vittorie:  Žilina e  Dukla B.B. (17)
- Minor numero di sconfitte:  Žilina e  Dukla B.B. (6)
- Migliore attacco:  Žilina (62 gol fatti)
- Miglior difesa:  Žilina (35 gol subiti)
- Miglior differenza reti:  Žilina (+27)
- Maggior numero di pareggi:  Artmedia Petržalka (14)
- Minor numero di pareggi:  Spartak Trnava (8)
- Minor numero di vittorie:  Slovan Bratislava (6)
- Maggior numero di sconfitte:  Slovan Bratislava (19)
- Peggiore attacco:  Púchov (34 gol fatti)
- Peggior difesa:  Slovan Bratislava (58 gol subiti)
- Peggior differenza reti:  Slovan Bratislava (-21)